# Paynof Filotis
Paynof Filotis (...) è un ex calciatore greco naturalizzato turco di ruolo attaccante.

## Caratteristiche tecniche
Nato difensore, divenne poi un'ala sinistra.

## Carriera
Nato in Grecia, si trasferì in Turchia ove giocò nel Beyoğluspor, nel Malatyaspor e nel Balıkesirspor.
Trasferitosi negli Stati Uniti d'America, giocò dapprima nel Utd Armenians e poi venne ingaggiato dai L.A. Aztecs, neonata franchigia della NASL. Con questi, dopo aver vinto la Western Division della North American Soccer League 1974, giunge a disputare la finale del torneo, che giocò subentrando a Renato Costa, e vinta ai rigori contro i Miami Toros.
Nella stagione 1975 seguì Alex Perolli, già suo allenatore negli Aztecs, ai S.A. Thunder, con cui però non riuscì ad accedere alla fase play off del torneo nordamericano.

## Palmarès
- Campionato NASL: 1

Los Angeles Aztecs: 1974